# Lempa

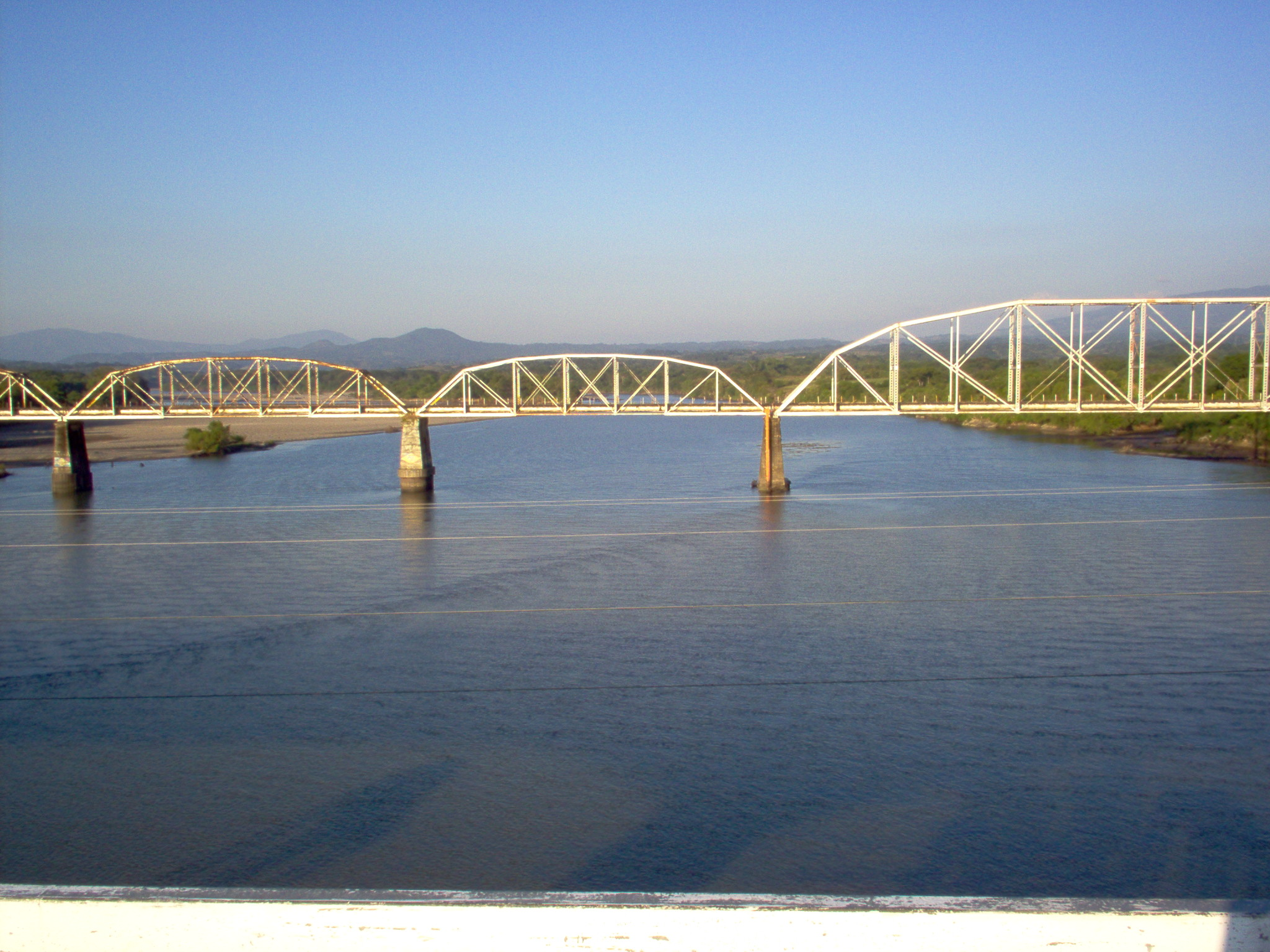
Stary most na rzece Lempa

Lempa (hiszp. Río Lempa) – rzeka w Ameryce Środkowej o długości 320 km.
Jej źródła znajdują się znajdują się w zachodniej Gwatemali w górach Sierra Madre. Rzeka zmierza na południe, przepływając na krótkim odcinku przez terytorium Hondurasu. Dalej wpływa do Salwadoru, w którym znajduje się 260 km z całości jej biegu. Początkowo płynie dalej w kierunku południowym, później zmienia kierunek na wschodni, natrafiając na barierę nadbrzeżnego pasma Cadena Costera. W tym miejscu powstały dwa duże zbiorniki wodne Cerrón Grande i 5 de Noviembre. Na krótkim odcinku rzeka stanowi granicę między Hondurasem a Salwadorem. W tym miejscu skręca ponownie na południe, tworząc rozległą doliną. Jedynie pokonując nadbrzeżne pasmo górskie tworzy odcinek przełomowy. W tym miejscu powstała kolejna zapora wodna i zbiornik 15 de Septiembre. Lempa uchodzi w końcu do Oceanu Spokojnego.
Wody rzeki Lempa wykorzystywane są nie tylko w celach do produkcji energii elektrycznej. Również do nawadniania pól, a także do żeglugi w jej dolnym odcinku.